# Награда „Бескрајни плави круг”
Награда „Бескрајни плави круг” је књижевна награда Матице српске која се од 2019. додељује за најбољи роман објављен у протеклој години. Награда се додељује у оквиру манифестације „Дани Милоша Црњанског”.

## Историјат
Банатски културни центар из Новог Милошева и Удружење „Суматра” из Новог Сада, уз подршку Матице српске из Новог Сада, Задужбине Милоша Црњанског из Београда и Културног центра Војводине „Милош Црњански” из Новог Сада, основали су манифестацију „Дани Милоша Црњанског” која се по први пут одржала крајем новембра 2019. године у Новом Саду и Новом Милошеву.
У оквиру манифестације „Дани Милоша Црњанског”, а у спомен на Милоша Црњанског и његово дело, у жељи да се награђивањем књижевних дела објављених на српском књижевном простору дâ подстрека развоју наше књижевности, Матица српска је основала сталну годишњу књижевну награду под називом „Бескрајни плави круг”, која ће се додељивати за најбољи роман написан на српском језику.
Жири у мандату 2019–2022 радио је у саставу: проф. др Александар Јовановић (председник), проф. др Младен Шукало, проф. др Горан Радоњић, проф. др Небојша Лазић и др Јелена Марићевић.
Од 2023. жири ради у саставу: проф. др Младен Шукало (председник), проф. др Небојша Лазић, проф. др Мина Ђурић, доц. др Јелена Марићевић Балаћ и др Горан Радоњић.

## Добитници
| Година | Добитник          | Дело                 | Реф.  |
| ------ | ----------------- | -------------------- | ----- |
| 2019.  | Слободан Мандић   | Панонски палимпсести | [ 2 ] |
| 2020.  | Драган Стојановић | Тамна пучина         | [ 3 ] |
| 2021.  | Слободан Владушић | Омама                | [ 4 ] |
| 2022.  | Горан Петровић    | Иконостас            | [ 5 ] |
| 2023.  | Владимир Пиштало  | Песма о три света    | [ 6 ] |

## Галерија
- Слободан Мандић на додели Награде „Бескрајни плави круг”, Матица српска, Нови Сад 2019.
- Драган Стојановић на додели Награде „Бескрајни плави круг”, Матица српска, Нови Сад 2020.
- Слободан Владушић на додели Награде „Бескрајни плави круг”, Матица српска, Нови Сад 2021.